# Escape the Fate
Az Escape the Fate egy amerikai post-hardcore együttes Las Vegasból, amely 2004-ben alakult. A 2006-ban megjelent első nagylemezen (Dying Is Your Latest Fashion) még Ronnie Radke énekelt, a 2008-as This War Is Ours albumtól kezdve azonban már Craig Mabbitt az énekes. Első lemezeiket az Epitaph kiadó gondozta, a 2010-ben kiadott Escape the Fate című albumuk viszont a nagykiadónak számító Interscope csoporthoz tartozó DGC Recordsnál jött ki.

## Diszkográfia
- Dying Is Your Latest Fashion (2006)
- This War is Ours (2008)
- Escape the Fate (2010)
- Ungrateful (2013)
- Hate Me (2015)
- I Am Human (2018)
- Chemical Warfare (2021)